# Orgue Moucherel de la cathédrale Sainte-Cécile d'Albi
L'Orgue Moucherel de la cathédrale Sainte-Cécile d'Albi, à l'origine construit au XVIIIe siècle par le facteur Christophe Moucherel est souvent considéré comme l'un des plus beaux de France, et même d'Europe, et tout particulièrement pour son buffet.
Il est classé monument historique au patrimoine mondial, de l'UNESCO,,.

## Description générale

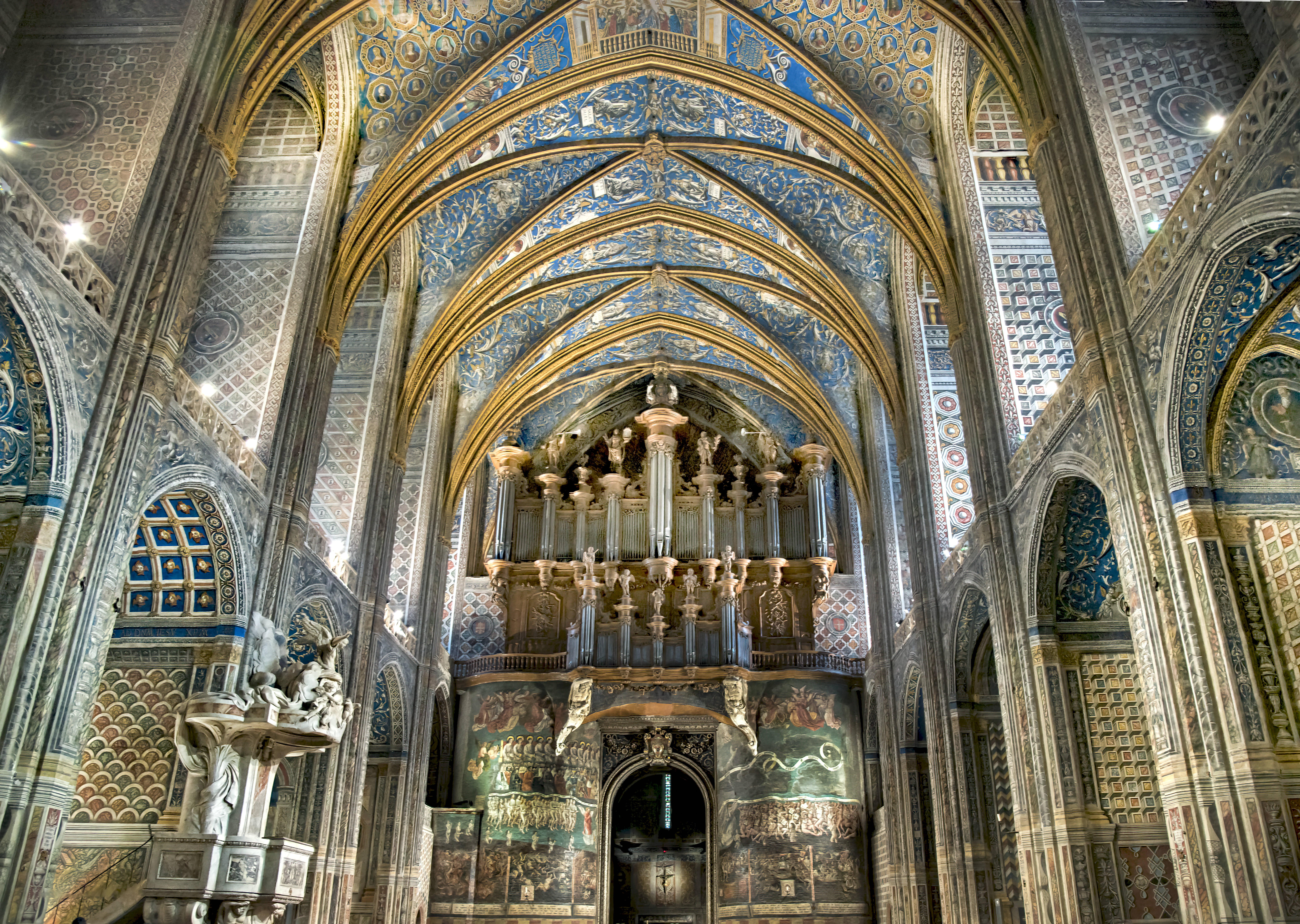

L'orgue est situé à l'extrémité ouest de la nef de la cathédrale, sa console repose sur les massifs circulaires qui séparent cette dernière de la chapelle située sous le clocher, qui sert de chœur et à laquelle on accède par un large portique voûté en plein cintre ouvert au XVIIIe siècle. Ainsi, l'orgue surplombe l'immense fresque du Jugement dernier.     
Il comprend un buffet en bois de chêne en deux parties séparées richement sculptées: grand orgue et positif. Pour ce qui concerne le buffet peu d'instruments peuvent se comparer à cet orgue, avec ses 28 éléments de façade au total (tourelles et plates-faces).
Le buffet du grand orgue comporte neuf tourelles et huit plates-faces - large de 16,20 m, il occupe presque toute la largeur de la nef elle-même, la plus haute tourelle s'élève à 15,20 m. 
Le buffet du positif, situé en avant, est en saillie, supporté par deux atlantes. Large de 7,90m et haut de 4,50m, il comporte cinq tourelles et six plates-faces. 
Dans sa composition actuelle, l'orgue compte un pédalier à la française et cinq claviers (grand-orgue, positif, bombarde, récit et écho), actionnant 56 jeux et 3578 tuyaux. La console est en fenêtre, restaurée dans son état d'origine.

## Historique

### L’orgue gothique duXVIesiècle
La première mention d'orgues dans la cathédrale d'Albi apparaît dans le testament de l'évêque Louis Ier d'Amboise en 1485. Elles étaient situées à l'extrémité ouest de la nef (emplacement de l'orgue actuel) et sur le jubé. Probablement ont-elles été réalisées par ce prélat qui fit exécuter de nombreux travaux d'aménagement et d'embellissement de sa cathédrale, ou peut-être vers 1514 sous l’épiscopat du cardinal Jules de Médicis (futur pape Clément VII). 
L'instrument principal était d’une dimension similaire au buffet actuel, ce qui faisait de lui certainement le plus grand orgue de la chrétienté. Christophe Moucherel donne une description détaillée, avant son démontage, de cet orgue dont l'importance lui paraît déjà extraordinaire. Il reconnaît n’avoir jamais vu un instrument pareil dans tout le royaume. Il précise « cette orgue est posée sur deux tours qui sont le quart de rond où est peint le jugement dernier ». Il semble que cet instrument exceptionnel soit devenu assez rapidement muet, faute d’avoir pu être entretenu et restauré avec la technique voulue, faute également de disposer des fonds nécessaires.

### Reconstruction par Christophe Moucherel
Au cours des années, l'orgue s'est tellement dégradé que le refaire à neuf devient indispensable. L’archevêque d’Albi, Mgr Armand Pierre de La Croix de Castries en prend la décision après avoir fait réaliser plusieurs projets. 
C'est finalement Christophe Moucherel, un facteur d'orgues de génie, itinérant et un peu touche-à-tout originaire de Toul, qui présente son projet de façon détaillée et son devis et remporte la commande, dont le marché est signé le 20 octobre 1734. Pour ce travail, la rémunération de Moucherel est de 30.000 livres soit 20.000 payées par l'archevêque et 10.000 livres correspondant à ce dont le chapitre cathédral accepte de se dessaisir, soit les matériaux réutilisables de l'ancien orgue (et notamment l'étain) et le petit orgue du jubé, qui doit cependant rester en place jusqu'à la livraison du nouvel instrument.    
Après seulement deux ans de travaux, le grand orgue est achevé : il est vérifié le 2 décembre 1736 par Gilbert Sauvatge, organiste de Mende, au nom de l'archevêque. Son rapport élogieux conclut par quelques menus défauts que deux ou trois mois doivent suffire à corriger. 
L'orgue comporte alors quatre claviers, un pédalier et 43 registres. Sa magnificence et ses dimensions exceptionnelles le font rapidement connaître dans la région et au-delà : Moucherel sera encore sollicité pour exercer ses talents à la Collégiale Saint-Salvi à Albi, aux cathédrales de Castres, Narbonne, à l'abbaye de Boulbonne ... 

#### Les buffets
L'ensemble est en chêne verni. 
Le buffet du grand orgue est le plus vaste de France : 16,20 m de large pour 15,20 m de hauteur). Il occupe, à l'extrémité ouest de la nef, presque toute sa largeur.
Sa partie basse, sous les tuyaux de montre, est occupée par des panneaux chargés de trophées de musique (collections de divers instruments) en bas-relief. 
Il comprend neuf tourelles et huit plates-faces disposées symétriquement, la plus haute tourelle au milieu, les suivantes aux extrémités. Sur chaque côté de la tourelle centrale, deux tourelles de moindres dimensions entourent une tourelle plus petite.
Des sculptures couronnent chacune de ces tourelles : sur la tourelle centrale, une couronne royale ; sur celles des extrémités, de grands paniers de fleurs. Sur les moyennes entourant la tourelle centrale sont placées les statues de Sainte Cécile portant un petit orgue et une palme (à gauche) et de Saint Valérien portant également une palme (à droite) ; sur les deux autres de même taille, une Renommée soufflant dans une trompette d'étain. Les deux plus petites portent des vases remplis de fleurs.

#### Composition originelle de l’orgue par Moucherel
| II Grand orgue 50 notes |          |
| Montre                  | 16′      |
| Bourdon                 | 16′      |
| Montre                  | 8′       |
| Bourdon                 | 8′       |
| Gros nazard             | 5′1/3    |
| Prestant                | 4′       |
| Flûte à cheminée        | 4′       |
| Grosse tierce           | 3′1/5    |
| Nazard                  | 2′2/3    |
| Doublette               | 2′       |
| Quarte de nazard        | 2′       |
| Tierce                  | 1'3/5    |
| Fourniture              | VI rangs |
| Cymbale                 | IV rangs |
| Grand cornet            | V rangs  |
| Trompette               | 8'       |
| Clairon                 | 4′       |
| Voix humaine            | 8′       |
|                         |          |

| I Positif 50 notes |          |
| Montre             | 8′       |
| Bourdon            | 8′       |
| Prestant           | 4′       |
| Flûte à cheminée   | 4′       |
| Nazard             | 2'2/3    |
| Doublette          | 2′       |
| Tierce             | 1'3/5    |
| Larigot            | 1'1/3    |
| Fourniture         | IV rangs |
| Cymbale            | II rangs |
| Cromorne           | 8'       |
|                    |          |

| III Récit 27 notes |         |
| Cornet             | V rangs |
| Trompette          | 8'      |
|                    |         |

| IV Écho 39 notes |           |
| Bourdon          | 8′        |
| Prestant         | 4′        |
| Nazard           | 2'2/3     |
| Doublette        | 2′        |
| Tierce           | 1'3/5     |
| Fourniture       | III rangs |
| Cromorne         | 8'        |
|                  |           |

| Pédale 24 notes, octave courte |    |
| 1re Flûte                      | 8′ |
| 2ème Flûte                     | 8′ |
| Flûte                          | 4′ |
| Trompette                      | 8′ |
| Clairon                        | 4′ |

### Les modifications ultérieures

#### Relevage par les facteurs Lépine
En 1747, les facteurs d’orgues toulousains François et Jean-François l’Épine (père et fils) interviennent sur le grand orgue. Ils y ajoutent quatre registres. 

#### Relevage par Joseph Isnard
Durant l’année 1778-1779, le Provençal Joseph Isnard réalise un important travail sur l’instrument en y ajoutant huit registres et surtout un clavier supplémentaire (essentiellement composé de jeux éclatants).

#### Restauration par Antoine Peyroulous
En 1824, le facteur d’orgues toulousain Antoine Peyroulous, qui entretient l’instrument depuis 1810, effectue une restauration, avec divers aménagements de la composition et quelques ajouts de registres. Le grand orgue se retrouve avec cinq claviers, un pédalier et 51 registres ; c’est alors qu’il devient le chef-d’œuvre de la facture d’orgues méridionale et aussi l’un des plus grands instruments de France.

### Réfection par les frères Claude
En 1838, l’orgue est en très mauvais état. Une opération de restauration est confiée aux frères Claude, originaires de Mirecourt (Vosges). L’instrument sort fortement transformé. Durant la deuxième moitié du XIXe siècle, plusieurs interventions seront menées sur l’instrument, pour le mettre au goût du jour, en particulier par Frédéric Junck en 1856 (mécanisme des soufflets, porte-vent, réfection de certains tuyaux, réparation cu pédalier) et Thiébaut Maucourt en 1865.

### Intervention de Thiébaut Maucourt
Ce facteur d'orgues albigeois, qui construit un orgue sur le jubé, change les claviers du grand-orgue, refait les accouplements et reconstruit le sommier du récit.

#### Composition en 1902
| Grand orgue C1-D51 sans C#1 |         |  |
| Montre                      | 16'     |  |
| Bourdon                     | 16'     |  |
| Montre                      | 8'      |  |
| Bourdon                     | 8'      |  |
| Flûte traversière           | 8'      |  |
| Salicional                  | 8'      |  |
| Prestant                    | 4'      |  |
| Flûte                       | 4'      |  |
| Flûte à cheminée            | 4'      |  |
| Gambe                       | 4'      |  |
| Nasard                      | 2' 2/3  |  |
| Doublette                   | 2'      |  |
| Cornet                      | V rangs |  |
| Fourniture                  | V rangs |  |
| Bombarde                    | 16'     |  |
| Trompette 1                 | 8'      |  |
| Trompette 2                 | 8'      |  |
| Clairon                     | 4'      |  |

| Positif C1-D51 sans C#1 |        |  |
| Montre                  | 8'     |  |
| Bourdon                 | 8'     |  |
| Prestant                | 4'     |  |
| Flûte allemande         | 4'     |  |
| Nasard                  | 2' 2/3 |  |
| Doublette               | 2'     |  |
| Quarte                  | 2'     |  |
| Cornet                  | V      |  |
| Fourniture              | IV     |  |
| Trompette               | 8'     |  |
| Cromorne                | 8'     |  |
| Clairon                 | 4'     |  |

| Bombarde C1-D51 sans C#1 |         |
| Bombarde                 | 16'     |
| Trompette 1              | 8'      |
| Trompette 2              | 8'      |
| Hautbois                 | 8'      |
| Clairon                  | 4'      |
| Cornet                   | V rangs |
|                          |         |

| Récit expressif C13-D51 |    |
| Viole de gambe          | 8' |
| Salicional              | 8' |
| Voix céleste            | 8' |
| Dulciane                | 4' |
| Octavin                 | 2' |
| Euphone                 | 8' |
| Trompette               | 8' |
| Clarinette              | 8' |
| Hautbois                | 8' |
| Voix humaine            | 8' |

| Pédale C1-D27 |     |
| Flûte         | 16' |
| Flûte         | 8'  |
| Flûte         | 4'  |
| Bombarde      | 16' |
| Trompette     | 8'  |
| Clairon       | 4'  |
|               |     |

### Réfection par Théodore Puget
Dans les années 1900, le grand orgue est à nouveau en très mauvais état et nécessite de gros travaux. Le Toulousain Jean-Baptiste Puget (dit Théodore) propose un projet de reconstruction complète de l’instrument. C’est en 1903 que le marché est passé. L’instrument est inauguré le 20 novembre 1904 à l’occasion des fêtes de Sainte-Cécile. C’est maintenant un orgue symphonique, bien loin de l’esprit de l’orgue de Christophe Moucherel. L’instrument possède désormais quatre claviers, un pédalier et 74 registres. Les derniers perfectionnements en matière de facture instrumentale sont présents (par exemple, un système permet d’appeler tous les registres de l’orgue en même temps par une simple pression sur une pédale et de les repousser aussi facilement par un mouvement inverse).
Le grand orgue devient alors le quatrième plus grand orgue de France, après ceux, dans l'ordre suivant, de Saint-Eustache, de Notre-Dame et de Saint-Sulpice à Paris.

#### Devis de 1904
| II Grand orgue 56 notes pression 110mm |              |  |
| Montre                                 | 16'          |  |
| Principal                              | 16'          |  |
| Bourdon                                | 16'          |  |
| Diapason                               | 8'           |  |
| Flûte                                  | 8'           |  |
| Montre                                 | 8'           |  |
| Gambe                                  | 8'           |  |
| Salicional                             | 8'           |  |
| Bourdon                                | 8'           |  |
| Prestant                               | 4'           |  |
| Flûte douce                            | 4'           |  |
| Octave                                 | 4'           |  |
| Quinte                                 | 2' 2/3       |  |
| Doublette                              | 2'           |  |
| Cornet                                 | V            |  |
| Fourniture                             | III-VI rangs |  |
| Bombarde                               | 16'          |  |
| Trompette 1                            | 8'           |  |
| Trompette 2                            | 8'           |  |
| Clairon                                | 4'           |  |

| Positif expressif 56 notes pression 130mm |        |  |
| Soubasse                                  | 16'    |  |
| Flûte harmonique                          | 8'     |  |
| Principal                                 | 8'     |  |
| Violoncelle                               | 8'     |  |
| Unda-maris                                | 8'     |  |
| Salicet                                   | 4'     |  |
| Nasard                                    | 2' 2/3 |  |
| Flageolet                                 | 2'     |  |
| Tierce                                    | 1' 3/5 |  |
| Cornet                                    | V      |  |
| Plein-jeu                                 | III-V  |  |
| Tuba magna                                | 16'    |  |
| Trompette                                 | 8'     |  |
| Baryphone                                 | 8'     |  |
| Clarinette                                | 8'     |  |
| Clairon                                   | 4'     |  |

| Récit expressif 56 notes pression 120mm |     |
| Quintaton                               | 16' |
| Flûte d'orchestre                       | 8'  |
| Cor de nuit                             | 8'  |
| Gambe                                   | 8'  |
| Voix céleste                            | 8'  |
| Flûte octaviante                        | 4'  |
| Dulciane                                | 4'  |
| Octavin                                 | 2'  |
| Carillon                                | III |
| Cor anglais                             | 16' |
| Trompette harmonique                    | 8'  |
| Basson-hautbois                         | 8'  |
| Voix humaine                            | 8'  |
| Clarinette                              | 4'  |
|                                         |     |

| Écho expressif 56 notes pression 90mm |    |
| Clarabelle                            | 8' |
| Keraulophone                          | 8' |
| Gemshorn                              | 8' |
| Bourdon                               | 8' |
| Suavial                               | 8' |
| Flûte douce                           | 4' |
| Gambe                                 | 4' |
| Piffaro                               | 4' |
| Fiffre                                | 2' |
| Trompette                             | 8' |
| Cromorne                              | 8' |
| Euphone                               | 8' |

| Pédale 30 notes pression fonds 100mm pression anches 120mm |     |
| Quintaton (ext.)                                           | 32' |
| Flûte                                                      | 16' |
| Flûte (ext.)                                               | 8'  |
| Octave (ext.)                                              | 4'  |
| Contre-basse (GO)                                          | 16' |
| Sous-basse                                                 | 16' |
| Basse (ext.)                                               | 8'  |
| Violoncelle                                                | 8'  |
| Contre bombarde                                            | 32' |
| Bombarde (ext.)                                            | 16' |
| Trompette (ext.)                                           | 8'  |
| Clairon (ext.)                                             | 4'  |
|                                                            |     |

### Restauration à la fin duXXesiècle
Cinquante ans plus tard, l’instrument se trouve encore dans un état très préoccupant et se pose la question d’une restauration. Un premier projet, porté par Kurt Schwenkedel, voit le jour en 1971. Il s’agit de reconstruire le grand-orgue Puget et de le transformer en un instrument de type « néo-classique » qui aurait 77 registres, cinq claviers et un pédalier. Les travaux sont entrepris, l’orgue Puget est démonté, mais la société Schwenkedel cesse brutalement son activité.
Alors on fait appel au facteur franco-italien Bartolomeo Formentelli, spécialiste de la facture d’orgues traditionnelle française, pour reprendre les travaux commencés. À la suite d'un inventaire très précis de la tuyauterie de l’orgue, on s’aperçoit que les trois-quarts des tuyaux sont anciens (les tuyaux avaient été réemployés lors des reconstructions successives). Constatant la présence de tant de tuyaux anciens, on décide de reconstituer l’orgue classique (avec des procédés et techniques anciens) après les travaux d’Antoine Peyroulous en 1824. C’est-à-dire l’orgue de Christophe Moucherel, revu et augmenté par l’Epine, Isnard et Peyroulous.
Cette restauration, achevée en 1981, sera une réussite et l’orgue sonne aujourd’hui comme il pouvait sonner à la fin du XVIIIe siècle. La mécanique, elle aussi reconstituée avec les mêmes matériaux qu’au XVIIIe siècle, fonctionne comme pouvait fonctionner celle de Christophe Moucherel en 1736. Aucun système « moderne » n’existe dans cet orgue. Seul un ventilateur électrique (à la place des souffleurs) et un éclairage électrique à la console sont les signes du temps présent.
Chaque année, en novembre, les fêtes de Sainte-Cécile sont l'occasion de découvrir les grandes orgues lors de concerts à entrée libre. Ces concerts sont organisés par l’association Christophe Moucherel. Le Grand Orgue se fait aussi entendre chaque dimanche lors des messes de 11h00 et 18h00 ainsi qu'à tous les offices des grandes fêtes (Noël, Pâques, Ascension, Pentecôte, Assomption, Toussaint et bien sûr la solennité de sainte Cécile en novembre).
Frédéric Deschamps est le titulaire des Grandes-Orgues de la Cathédrale Sainte-Cécile et de la Collégiale Saint-Salvy depuis décembre 2014.

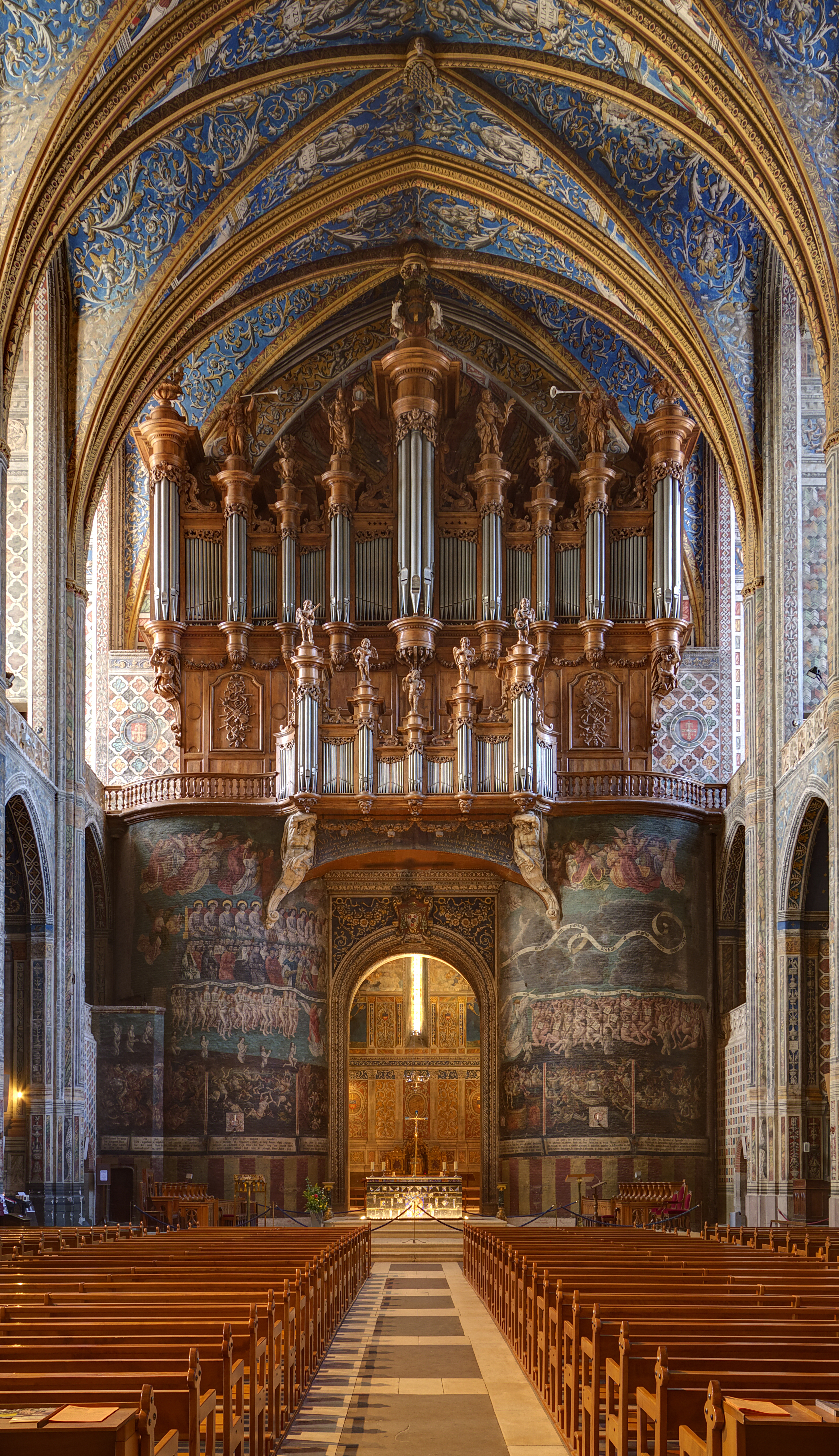
Orgue et nef.
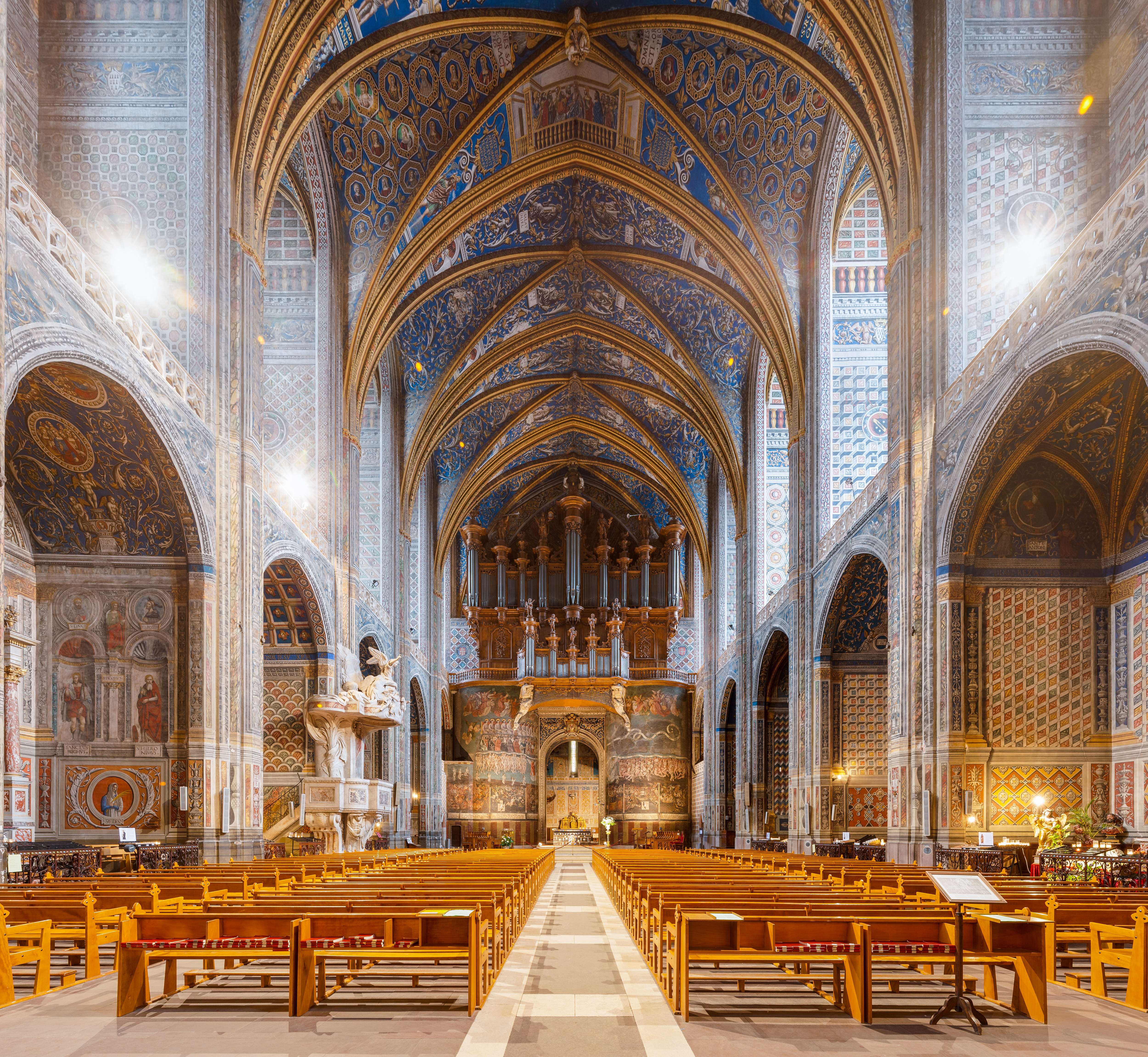
La nef et l'orgue de la cathédrale Sainte-Cécile d'Albi.
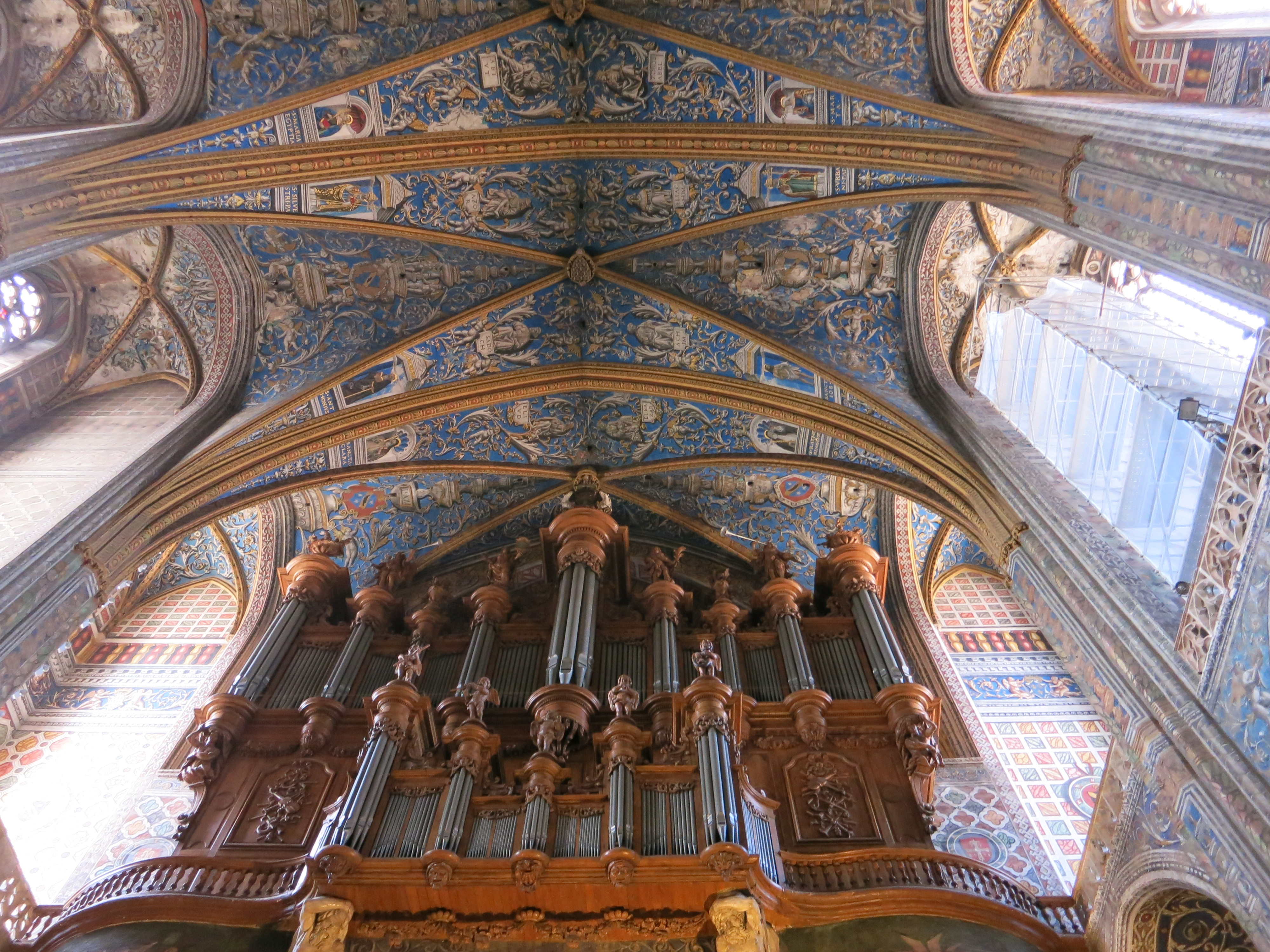
Le plafond de la nef et l'orgue.